# فیلیس دیویس
فیلیس دیویس (انگلیسی: Phyllis Davis؛ ۱۷ ژوئیهٔ ۱۹۴۰ – ۲۷ سپتامبر ۲۰۱۳) یک هنرپیشه اهل ایالات متحده آمریکا بود.
او در فیلم جهش بزرگ بازی کرده‌است.